# Gospodarsko razstavišče, Ljubljana
Gospodarsko razstavišče je kompleks zgradb in sejemski prostor, ki se nahaja v Ljubljani, za Bežigradom ob Dunajski cesti.

## Zgodovina
Gradnja se je začela leta 1955 po načrtih arhitekta Ilije Arnautovića. Že leto prej so mestne oblasti postopoma urejale sejemski prostor, projekt pa so zelo pospešili, ko je bilo Gospodarsko razstavišče izbrano za prizorišče sedmega kongresa Zveze komunistov Jugoslavije. Istega leta se je v kompleks preselil Ljubljanski velesejem, ki se je predhodno nahajal v Spodnji Šiški.
Leta 1991 sta iz Gospodarskega razstavišča nastali dve podjetji, in sicer Gospodarsko razstavišče in Ljubljanski sejem d.d. Gospodarsko razstavišče je dobilo vlogo upravljanja sejemskega prostora in izvajanja tehničnih storitev ob sejmih, Ljubljanski sejem d.d. pa organizacijo sejmov in spremljajočih prireditev, ki jih dopolnjuje široka paleta storitev za razstavljavce in obiskovalce. 
Leta 2001 sta bili v celoti obnovljeni dvorani E in C, leta 2002 dvorana A, leta 2005 pa še zadnji dvorani B in B2.

## Sejemska ponudba
Gospodarsko razstavišče prireja naslednje sejme:
- Turizem in prosti čas (TIP)
- Salon plovil
- Festival kamping & karavaning
- Sejem Dom
- Sejem elektronike
- Vino Ljubljana - Mednarodno ocenjevanje vin in alkoholnih pijač
- Festival starodobnih vozil Codelli
- Narava - zdravje
- Ljubljanski pohištveni sejem
- Gibanje in šport

## Dostop
Pred Gospodarskim razstaviščem na Dunajski cesti se nahajata avtobusni postajališči, na katerem ustavljajo avtobusi mestnega potniškega prometa št.
3G°, 6, 6Bºº, 7, 7L, 8, 11, 11Bº, 12º, 12D°, 13º, 14, 19B, 19I, 20 in 20Z.
Opombi:
- º - ustavlja samo na postajališču v smeri centra mesta;
- ºº - ustavlja samo na postajališču v smeri iz centra mesta.